# الديوان الوطني للمناجم
الديوان الوطني للمناجم (بالفرنسية: Office National des Mines)‏ هي مؤسسة عمومية تونسية ذات صبغة غير إدارية، تأسست في 24 مايو 1962، وتقع تحت إشراف وزارة الطاقة والمناجم.

## نبذة تاريخية
في 24 ماي 1962، تم تأسيس الديوان الوطني للمناجم كمؤسسة عمومية ذات صبغة صناعية وتجارية. في 14 يناير 1981، تم إلحاق المصلحة الوطنية للجيولوجيا بالديوان الوطني للمناجم. في 29 يوليو 1996، وقع إعادة تصنيف الديوان الوطني للمناجم كمؤسسة عمومية ذات صبغة غير إدارية.

## المهام
تتمثل مهام المركز في:
- توفير بنية تحتية جيولوجية أساسية وضرورية للتعرف على سطح الأرض وباطنها.
- النهوض بالقطاع المنجمي للبلاد من خلال وضع سياسة موجهة لجلب الاستثمار.
- جرد واستكشاف المدخرات من المواد الأولية المعدنية.
- السعي إلى حماية التراث الجيولوجي الوطني.
- تأمين الخزن والتصرف في المعلومة المرتبطة بعلوم الأرض ووضعها على ذمة الباحثين والمستثمرين.
- تأمين دراسات واختبارات لصالح المؤسسات الوطنية والباعثين الخواص في جميع مجالات اختصاص الديوان.

## مجالات النشاط
- التخريط الجيولوجي الأساسي.
- التخريط النوعي.
- التخريط الرقمي والأنظمة المعلوماتية.
- المخاطر الطبيعية.
- المواد الإنشائية.
- الموارد المعدنية.
- تقنيات المعالجة.
- الاستكشاف الجيوفيزيائي.
- الاستكشاف الجيوكيميائي.
- التصرف في الجيومعلوماتية أو المعلومة الجيولوجية.

## مقالات ذات صلة
- الموارد الطبيعية في تونس
- الطاقة تونس

## روابط خارجية
- الموقع الرسمي.
- موقع وزارة الصناعة والمؤسسات الصغرى والمتوسطة .
- موقع البيانات المفتوحة .
- سجل البيانات المفتوحة .